# Zöldszárnyú ara
A zöldszárnyú ara (Ara chloropterus) a madarak (Aves) osztályának papagájalakúak (Psittaciformes) rendjébe és a papagájfélék (Psittacidae) családjába tartozó faj.

## Előfordulása
Argentína, Bolívia, Brazília, Kolumbia, Ecuador, Francia Guyana, Guyana, Panama, Paraguay, Peru, Suriname, Venezuela területén honos. Eredeti élőhelyén a trópusi erdőkben él párokban. Betelepítették Puerto Rico szigetére is.

## Megjelenése
Testhossza 90 centiméter, testtömege 1000–1500 gramm, nagy testű papagáj, ék alakú farokkal és csupasz pofatájékkal, melyben vörös színű dísztollak ülnek. Alapszíne mélyvörös, azonban hátának középső része és a farcsíkja kék, halványsárga írisze pedig kiemeli élénk színeit. A tojó valamivel kisebb.

## Életmódja
Viszonylag óvatos madár, röpte gyors, egyenes, szabályos erőteljes szárnycsapásokkal. Kis csoportokban, néha viszont akár száznál is több egyedet számláló csapatokat alkot. Tápláléka magvak, gyümölcsök, bogyók és hajtások.

## Szaporodása
Korhadó pálmafák üregeiben fészkel. Tél végén, illetve kora tavasszal rakja tojásait – fészekaljanként kettőt –, amelyből a fiókák 4–5 hét elteltével kelnek ki. Kirepülésük a 15. héten várható, azonban teljes önállóságukig még egy további hónap szükséges.

## Tartása
Igen kedvelt madár, az arák közül a sárga-kék ara után ez a faj a második leggyakoribb fogságban tartott madár. Magyarországon a Szegedi Vadasparkban, a Nyíregyházi Állatparkban, a Debreceni Állatkertben, a Pécsi Állatkertben és a Jászberényi Állatkertben láthatóak.

## Képek

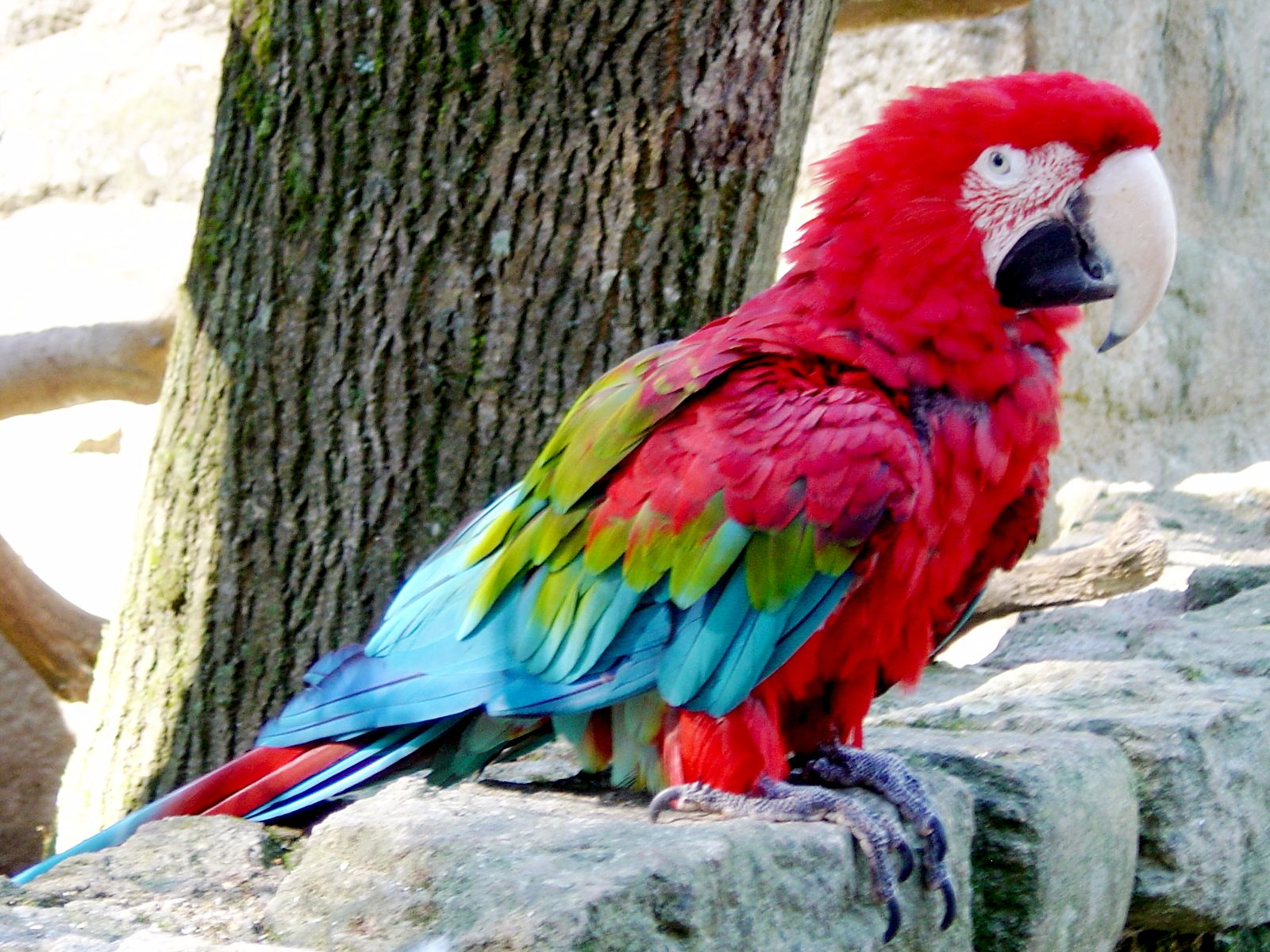
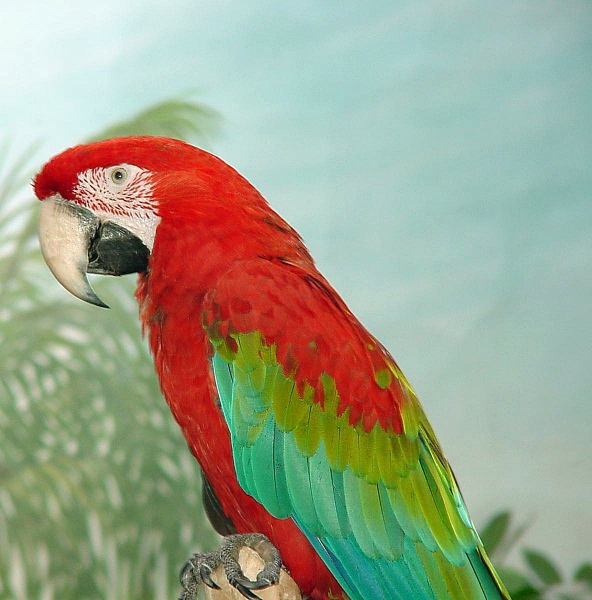
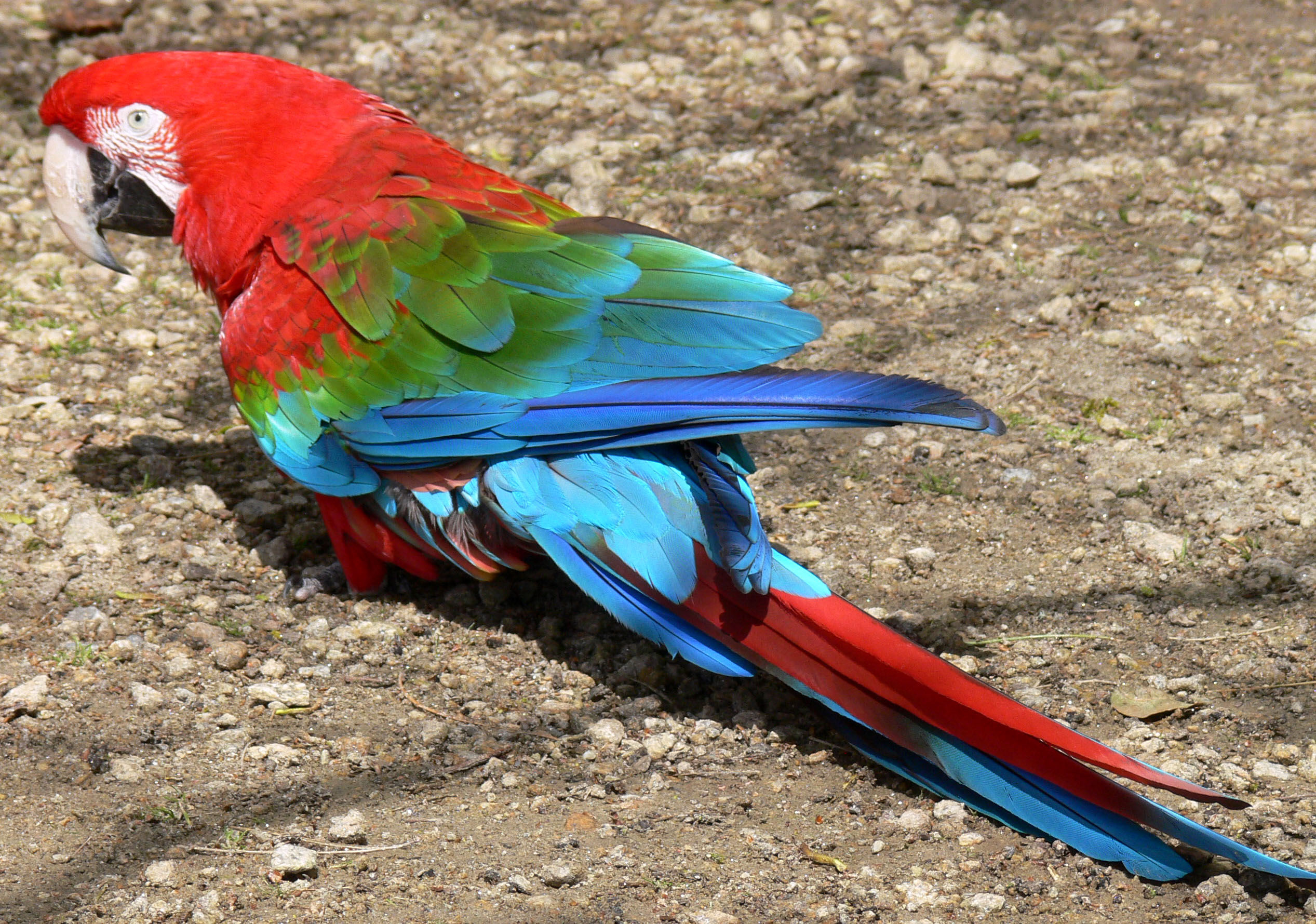
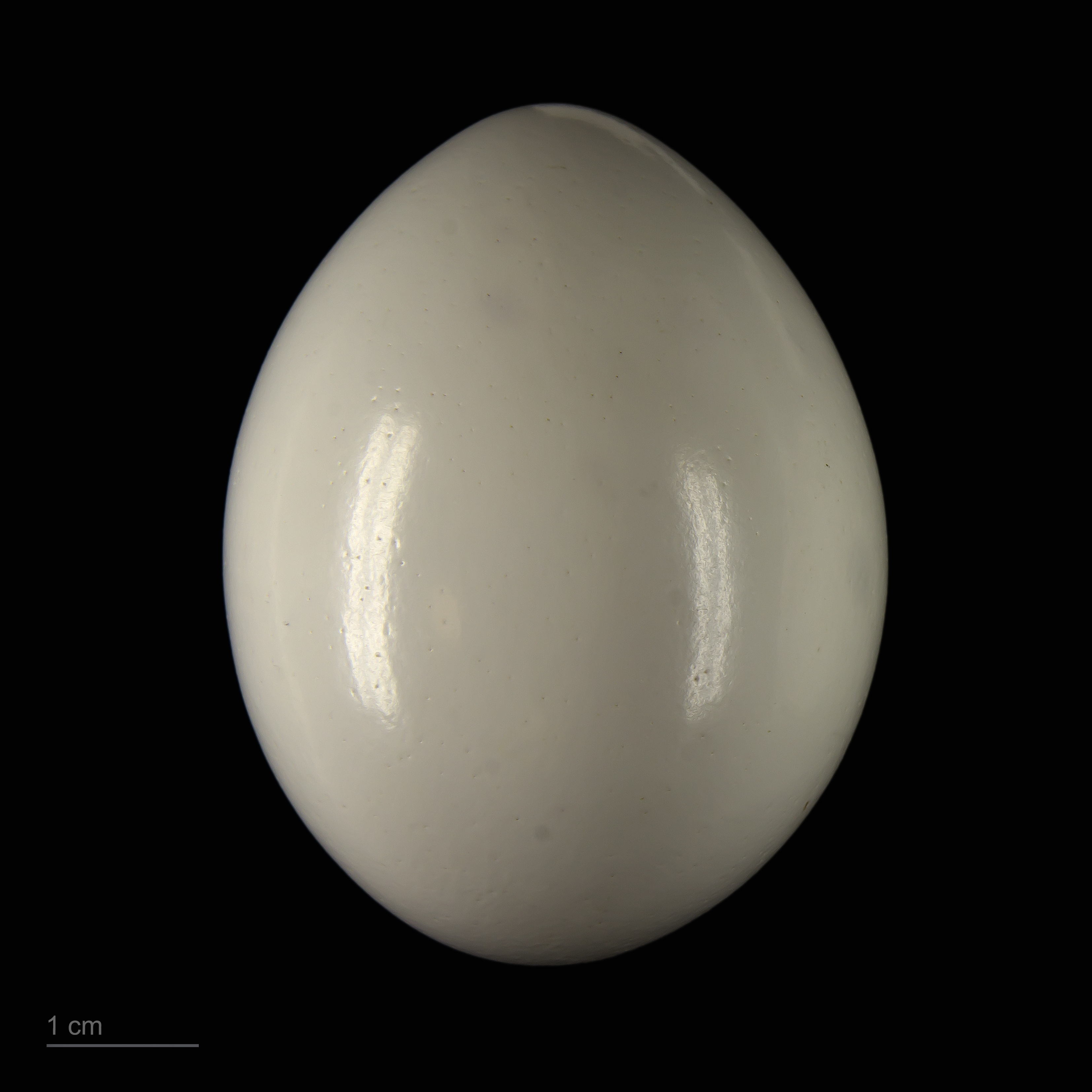
Museum specimen